# Oligopleura malachitaria
Oligopleura malachitaria là một loài bướm đêm trong họ Geometridae.